# 태국 남부

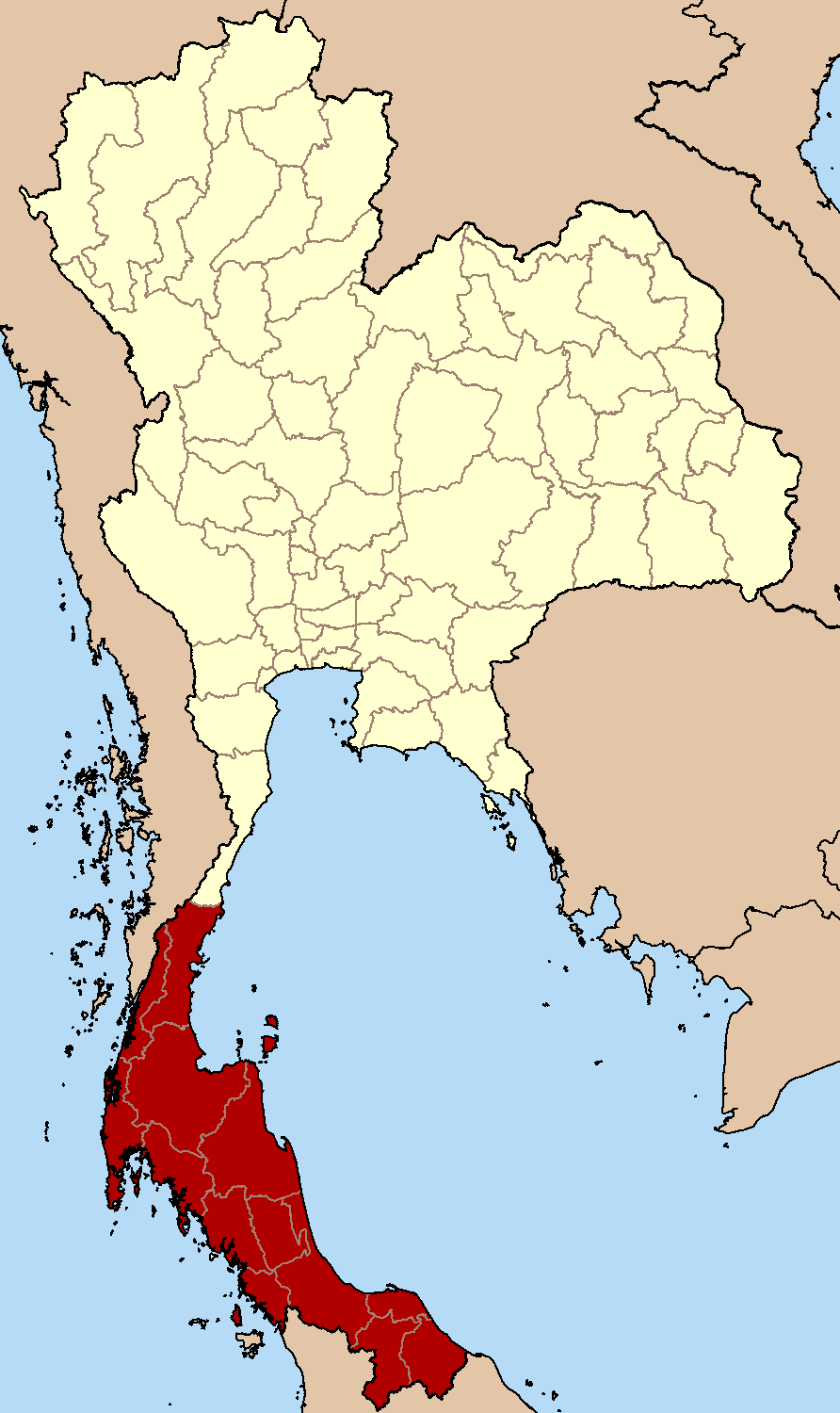
태국 남부

태국 남부(Southern Thailand)는 태국의 지방의 하나이다. 지방 행정 구역으로서의 성격은 없고, 단순한 지리적인 구분이다.
지리적으로는 안다만해와 타이만에 둘러싸여 있고 태국의 말레이 반도 부분의 대부분을 보유한다.
문화적으로는 말레이 문화의 영향을 받은 태국 문화가 발달했고, 원래 중국인이나 말레이인이 많았기 때문에 양쪽 모두의 문화가 독립하면서도, 태국인의 문화를 통해 서로 섞이고 있다. 이 지방의 말은 남부 태국어라고 불리며 말레이어와 중국어의 어휘가, 다른 태국어의 방언보다 많이 섞여 있는 것이 특징이다. 인종적으로는 남부 태국인은 말레이인과의 혼혈이 많다고 생각할 수 있다. 종교적으로는 대개 상좌부 불교가 주류이지만 이슬람교가 다른 지구보다 많으며 특히 남단부에서는 주민의 대부분이 이슬람교이다.

## 행정 구역
14개의 주가 있다.
1. 춤폰 (ชุมพร)
2. 끄라비 (กระบี่)

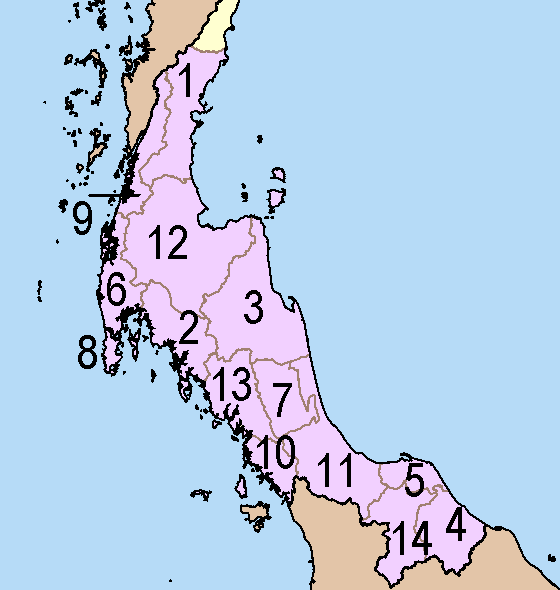
태국 남부의 주

3. 나콘시탐마랏 (นครศรีธรรมราช)
4. 나라티왓 (นราธิวาส)
5. 빠따니 (ปัตตานี)
6. 팡응아 (พังงา)
7. 파탈룽 (พัทลุง)
8. 푸껫 (ภูเก็ต)
9. 라농 (ระนอง)
10. 사뚠 (สตูล)
11. 송클라 (สงขลา)
12. 수랏타니 (สุราษฎร์ธานี)
13. 뜨랑 (ตรัง)
14. 얄라 (ยะลา)